# Shin Kohei
Kohei Shin (sinh ngày 4 tháng 6 năm 1995) là một cầu thủ bóng đá người Nhật Bản.

## Sự nghiệp câu lạc bộ
Kohei Shin đã từng chơi cho YSCC Yokohama.